# George Holding
George E.B. Holding, född 17 april 1968 i Raleigh i North Carolina, är en amerikansk republikansk politiker. Han var ledamot av USA:s representanthus från 2013 till 2021.
Holding avlade 1996 juristexamen vid Wake Forest University och inledde därefter sin karriär som advokat.
Holding besegrade demokraten Charles Malone i kongressvalet 2012 med 57 procent av rösterna.
Holding meddelade i december 2019 att han inte skulle kandidera för omval år 2020.